# Pedro Paulet
Pedro Emilio Paulet Mostajo (Arequipa, Peru, 2 de julho de 1874 — Buenos Aires, Argentina, 30 de janeiro de 1945) foi um cientista e engenheiro peruano, considerado um dos pioneiros do foguete de combustível líquido e da era espacial.
Assim como aconteceu a Alberto Santos Dumont, cientista Brasileiro da aviação, Paulet não obteve crédito como o criador do primeiro foguete de combustível líquido por não ter registrado suas conquistas, o que nunca deixava de ser feito pelos americanos. Desta forma, Robert Hutchings Goddard é considerado hoje como o pai dos foguetes modernos, por ter sido o responsável pelo lançamento, a 16 de Março de 1926, do primeiro foguete com combustível líquido, ainda que quase 30 anos depois de Pedro E. Paulet. 

## Biografia
Nasceu em Arequipa, no Peru, no distrito de Tiabaya a 02 de julho de 1874, em uma família mestiça formada por Pedro Paulet e Antonia Mostajo y Quiroz. Foi sempre um estudante ativo, com talento para a ciência e apaixonado pela arte. Desde criança mostrou grande interesse em viajar para o espaço.
Quando tinha 19 anos, recebeu uma bolsa de estudos do governo peruano, em reconhecimento por sua excelência acadêmica. Isto lhe permitiu viajar para a Europa para estudar engenharia. Estudou engenharia e arquitetura na Sorbonne de Paris e se graduou no Instituto de Química Aplicada, onde obteve, com a mais alta distinção, o o título de engenheiro químico.3 Foi arquiteto, engenheiro, mecânico, químico, economista, geógrafo, escultor, diplomata, escritor, jornalista, professor, conferencista e inventor visionário. Atuou, com eficiência, em todas estas áreas e a cada uma delas dedicou tempo, paciência e talento.

## Contribuições
O primeiro dispositivo projetado por Pedro Paulet foi uma roda de bicicleta dotada de dois foguetes alimentados por tubos ligados aos raios, através dos quais circulava a energia vinda de uma espécie de carburador fixo colocado perto do eixo, com um anel cheio de perfurações por onde entrava a mescla explosiva dentro dos tubos cada vez que o bocal passava por uma das perfurações. O projeto é muito semelhante ao das turbinas usadas hoje em dia pelos aviões a jato.
Estudou muito o deslocamento das lulas e foi observando estes moluscos marinhos que teve a ideia de provocar uma reação química para criar o deslocamento pela propulsão a jato. Este é o mesmo princípio utilizado, atualmente, pelos foguetes espaciais. Esta invenção, baseada na lula, se difundiu, inclusive através de um selo dos correios dos Estados Unidos com o logotipo da NASA em 1974, quando se comemoravam os 100 anos de nascimento do inventor.

## Pedro Paulet em 1910
Pedro Paulet teve a certeza de ter descoberto, com os foguetes, o motor insuperável para todos os tipos de veículos, em especial para os aéreos, mesmo que tendo de modificar, totalmente, tanto a estrutura, quanto a forma dos aviões que se conheciam até então. Comparado com os motores a vapor, elétrico e a explosão, que eram os mais avançados - em termos de locomoção mecânica - que existiam no princípio do século XX, o motor de Paulet, usando as forças explosivas retropropulsoras de foguetes, levava grande vantagem.
O "avião-torpedo", que mais tarde Paulet prefere chamar "autobólido", foi projetado tomando-se como base de seu motor a jato e tinha uma forma de "ponta de lança". Esta nave aeroespacial tinha espaço interno adequado para uma tripulação, com a parte externa, por sua vez, revestida com uma capa resistente às condições do espaço e da atmosfera. Paulet escolheu o formato esférico para a cabine porque esta forma geométrica é mais resistente às pressões externas produzidas pelo meio ambiente e, também, porque proporciona uma completa liberdade de movimento para a tripulação. Além disso, o projeto levava em conta o uso de paredes térmicas e a produção de eletricidade para painel e os instrumentos através de baterias termoelétricas.
A nave espacial desenhada por Pedro Paulet foi baseada em princípios completamente diferentes dos até então conhecidos. A nave de Paulet não têm ailerons, uma fuselagem com asas tradicionais de avião, um motor a gasolina, nem sequer hélices. A nave seria construída como uma esfera de alumínio com um interior de aço, medindo 3 metros de comprimento por dois metros e meio de largura. A propulsão de foguetes caiu em desuso completo por um tempo, de modo que nem mesmo os pilotos levavam a sério aos novos engenheiros de planadores com motor a hélice. Nesta época, a indústria aeronáutica estava recém dando seus primeiros passos, e as pessoas não estavam interessadas em teoria, senão que nos resultados práticos.
Em 1902, o físico e matemático russo Konstantin Tsiolkovsky, um dos pioneiros da astronáutica projetou uma a retropropulsão para viagens interplanetárias, baseando-se nos desenhos e no protótipo denominado "Autobólido", criados, em 1895, pelo peruano Pedro Paulet. De igual modo, em 1912, o professor estadunidense Robert Goddard e o cientista alemão Hermann Oberth (em 1923) aperfeiçoaram seus motores experimentais usando a concepção inicial de Paulet.
Foi o próprio diretor da NASA e diretor do primeiro voo tripulado à Lua, o cientista alemão expatriado Wernher von Braun, quem reconheceu que, com seu esforço, Pedro Paulet colaborou de forma decisiva para que o homem chegasse à lua. No livro intitulado "História Mundial da Astronáutica", que escreveu em parceria com Ordway, o próprio Braun escreveu: "lembrem-se que Pedro Paulet, em Paris, entre 1895 e 1897. Testando seu
pequeno motor com dois quilos de peso, conseguiu produzir 100 quilos de força. E acrescenta: " por este feito, Paulet deve ser considerado o pioneiro do motor a propulsão a jato usando combustível líquido".
Pedro Paulet também participou da reconstrução nacional do Peru. Em homenagem ao grande inventor Pedro Paulet Mostajo em 2 de julho é comemorado no Peru "Dia Nacional Aeroespacial".